# Хумбан-Халташ III
Хумбан-Халташ III (д/н — бл. 640 до н. е.) — цар Еламу близько 648—644 років до н. е.

## Життєпис
Походив з династії Хумбан-тахрідів. Син царя Атта-хаміті-Іншушинака. Посів трон 648 року до н. е. Стикнувся з проблемою, що залишилася від царя Індабібі, відя кого ассирійський цар Ашшурбанапал вимагав видати повсталого халдейського «князя» Набу-бел-шумате, запеклого ворога Ассирії та статую богині Інанну, захоплену еламітами в Уруці. Усі вимоги цар Еламу відкинув. У травні/червні 647 року до н.е. дві ассирійські армії вдерлися до Еламу. Одна на чолі із Бел-ібні, намісником Примор'я, рушила на Сузам, а інша з Дери на Мадакту.
Ворогові вдалося захопити фортецю Біт-Імбі, після чого Хумбан-Халташ III залишив Мадакту і втік у гори. Скориставшись відсутністю царя, військовик або жрець Умбахабуа оголосив себе царем. Внаслідок цього декілька представників правлячої династії оголосили себе царями — Хумбан-нікаш III, Індатту III, Хумбан-Хапуа.
Скориставшись міжцарів'я, військо під орудою Бел-ібні опанувала 6 містами в південно-західній частині Еламу, підійшовши до Суз. Тут ассирійці посадили на трон сина Таммаріту I — Таммаріту II. Але не встигли ассирійські загони залишити країну, як Таммаріту II повстав, внаслідок чого ассирійське військо сплюндрувало Елам, але вимушено було повернутися до себе. За цим Хумбан-Халташ III зумів відновитися на троні.
Він погодився видати Набу-бел-шумате і повернути статую богині Інанна, але в 646 році до н. е. ассирійці на чолі із царем Ашшурбанапалом знову вдерлися до Еламу. Після втрати області Раші і міста Хамані в західній частині країни, Хумбан-Халташ III залишив Мадакту без бою і відступив в укріплене місто Дур-Ундасі, шлях до якого перегороджувала річка Ідіде. Ассирійці захопили 11 міст, зокрема Мадакту і Бупілу, підійшовши до Ідіде, яку з великими труднощами форсували. Хумбан-Халташ III знову зазнав поразки, втік на схід. Ассирійці захопили ще 5 міст, зокрема резиденцію царів — Хідалу.
В цей час владу в Сузах якість Па'е, що оголосив себе царем. У відповідь восени 645 року до н. е. Ашшурбанапал захопив Сузи, поваливши нового царя. За цим наказав зруйнувати столицю Еламу. Ассирійці вивезли незліченні скарби, зокрема 18 статуй богів і богинь разом з головним богом Іншушинака, 32 статуї еламських царів відлиті з золота, срібла, міді і багато прикрашені, а також величезну кількість полонених. Навіть кістки еламських царів були вириті з могил і відвезені до Ассирії. Статую богині Інанна було повернуто до Уруку. Боротьбу продовжив в фортеці Салатарі Хумбан-Хапуа.
Після відходу ассирійців Хумбан-Халташ III повернувся до Мадакту, запропонувавши царю Ассирії видати Набу-бел-шумате в обмін на встановлення тривалого миру. Втім останній наклав на себе руки, а ассирійцям був виданий його труп, покладений для збереження в сіль. Після чого з Еламу було укладено мир, який тривав близько 4 років.
Втім невдовзі внаслідок повстання Хумбан-Халташа III було повалено, він втік на північ, де схоплений народ елліпі, що передали того Ашшурбанапалу. Близько 640 року до н.е. Хумбан-Халташа III разом з іншими колишніми еламськими царями Таммаріту I і Па'е, а також — арабським шейхом Уайате, було запряжено в колісницю царя Ассирії, якого вони повезли до храму Емішміш, щоб принести жертви богині Нінліль. Ймовірно за цим усіх було страчено.